# عبد الله مغرم
عبد الله مغرم كاتب ومستشار إعلامي وخبير في تقنيات الواقع الافتراضي ومخرج.

## تعليمه
حاصل على درجة الماجستير من معهد ملبورن الملكي للتقنية جامعة (RMIT) الأسترالية. حقق مشروع تخرجه على جائزة المشروع الأكثر إبداعاً عن فيلم واقع افتراضي لبهو الجامعة وتم عرضه في حفل مرور 130 سنة على تأسيس الجامعة. أخرج عدد من أفلام الواقع الافتراضي لجهات سعودية وخارجية ومنها: جامعة RMIT، وزارة الخارجية السعودية، قصر المصمك والمتحف الوطني في الرياض.

## عمله
عمل خلال عقد ونصف ككاتب صحفي وتنقل في الكتابة بين عدد من الصحف السعودية كان آخرها صحيفة الرياض حتى أواخر عام2017 م. كما عمل في عدد من المؤسسات الإعلامية كمستشار إعلامي ومنها القناة الثقافية السعودية لأربعة سنوات ساهم خلالها في إعداد وتطوير بعض البرامج والتغطيات الإعلامية الخاصة، ومنها اللقاء الحصري مع الفائز بجائزة نوبل للآداب الأديب الصيني العالمي مو يان ليكون أول لقاء لقناة عربية والثاني على مستوى العالم. كما حقق برنامج الصالون الثقافي الذي كان من إعداده على جائزة أفضل برنامج ثقافي في مهرجان الخليج للإذاعة والتلفزيون في عام 2013م.
شارك في إدارة عدد من المشاريع الإعلامية والأمسيات والفعاليات والندوات ومنها مشروع جناح وزارة الخارجية في الجنادرية من حيث المحتوى وأساليب العرض والتصميم الداخلية وكذلك في تنظيم الأمسية الشعرية للأمير الشاعر بدر بن عبد المحسن لصالح أطفال مرضى السرطان في عام 2013م، ورئاسة ندوتي القوة الناعمة في المملكة وأثرها السياسي والثقافي والاقتصادي والتي نظمتها وزارة الخارجية في عام 2018 م، والفيلم السعودي القصير ضمن فعاليات معرض الكتاب في العام 2013، كما شارك في ندوة مؤسسة مسك يوداستي عن تقنيات الإعلام الغامر 2018.
شارك في عدد من الفعاليات الثقافية والوطنية ومنها اللقاء الخامس للحوار الوطني الذي نظمه مركز الملك عبد العزيز للحوار الوطني وكذلك البرنامج الثقافي لمعرض الرياض الدولي للكتاب في العام 2013م بإدارة ندوة الفلم السعودي القصير والتي شارك فيها عدد من السينمائيين السعوديين، إضافة إلى مشاركته في تنظيم الأمسية الشعرية للأمير الشاعر بدر بن عبد المحسن لصالح أطفال مرضى السرطان في العام 2013م وتغطيتها إعلامياً.
رحصل على عدد من الدورات الإعلامية والإدارية في مجال إدارة المشاريع وتخطيط المؤسسات الإعلامية وكذلك في مجال الصحافة والتلفزيون والإعلام الجديد في عدد من مراكز التدريب ومنها ومنصة هوتسوت المتخصصة إدارة حسابات التواصل الرقمي صحيفة الجارديان البريطانية.

## وصلات خارجية
حساب عبد الله مغرم في تويتر https://twitter.com/amaghram
رابط مقالات صحيفة الرياض 
رابط فيلم جامعة RMIT ملبورن 